# Madrepora minutiseptum
Espèce
Statut CITES
Madrepora minutiseptum est une espèce de coraux appartenant à la famille des Oculinidae.